# توتنهام هوتسبير
نادي توتنهام هوتسبير لكرة القدم (بالإنجليزية: Tottenham Hotspur Football Club) هو نادي كرة قدم إنجليزي، تأسس في 5 سبتمبر 1882 تحت مسمى نادي هوتسبير (بالإنجليزية: Hotspur F.C)، ويقع مقره في شمال العاصمة الإنجليزية لندن. يلعب في الدوري الإنجليزي الممتاز. نقل الفريق مبارياته الرسمية من ملعب وايت هارت لين إلى أرضية ملعبه الجديد ملعب توتنهام هوتسبير منذ أبريل 2019، والذي يتسع لــ62 ألف متفرج. ألوان النادي التاريخية هي الأبيض والأزرق الغامق «الكحلي».
فاز توتنهام بكأس الاتحاد الإنجليزي للمرة الأولى في عام 1901، أصبح بذلك أول فريق غير مُدرج برابطة كرة قدم يفوز بقلب كأس الاتحاد الإنجليزي، منذ إنشاء دوري كرة القدم. وهو أول من حقق ثنائية الدوري الإنجليزي الممتاز وكأس الاتحاد الإنجليزي في موسم واحد، موسم 1960–61، وهو أول فريق بريطاني يحقق بطولة أوروبية عندما حقق كأس الكؤوس الأوروبية عام 1963. وكذلك يعد ثاني أكثر فريق أنجليزي وصولاً لنهائي الدوري الأوروبي بــ4 مرات (خلف نادي ليفربول)، وهو أول فريق لندني يشارك في دوري أبطال أوروبا، وكذلك أول فريق لندني يصل إلى نصف نهائي دوري أبطال أوروبا عام 1962 وحقق إنجازاً مهماً حيث قد وصل إلى نهائي دوري أبطال أوروبا عام 2019 ولكنه خسره فحَلّ وصيفاً للبطولة.
يُعد توتنهام هوتسبير الفريق الرابع من حيث عدد البطولات بعد مانشستر يونايتد ونادي ليفربول ونادي أرسنال، بعدما فاز بـ27 لقبًا. حيث فاز توتنهام بلقب الدوري الإنجليزي الممتاز مرتين ولقب الدوري الإنجليزي الدرجة الثانية مرتين. أما على صعيد الكؤوس المحلية، فاز توتنهام بلقب كأس الاتحاد الإنجليزي 8 مرات، وكأس رابطة الأندية الإنجليزية المحترفة 4 مرات ودرع المجتمع الإنجليزي 7 مرات. قارّياً حصل اللفريق على بطولة كأس الكؤوس الأوروبية مرتين.
هداف الفريق التاريخي هو اللاعب هاري كين برصيد 271 هدفًا، بعد أن تجاوز الرقم القياسي السابق لجيمي غريفز البالغ 266 هدفًا في 5 فبراير 2023. أكثر اللاعبين مشاركة في المباريات هو ستيف بيريمان برصيد 854 مباراة في الفترة ما بين 1969–1986. يعتبر لقاء توتنهام هوتسبر ضد جارهم نادي آرسنال مباراة ديربي شمال لندن وهي أشهر ديربيات لندن، وذلك لأن الفريقين يقعان في شمال لندن.

## التاريخ

### التأسيس
في يوم الثلاثاء 5 سبتمبر عام 1882 أجمع مجموعة من الفتيان في كنيسة «جميع الأقداس» المتواجده في شمال لندن على تأسيس نادي يلعب كرة
القدم، وكان الفتيان هؤلاء أعضاءًا في نادي هوتسبير للكريكت لذلك قاموا بتسميه النادي باسم نادي هوتسبير لكرة القدم لكن الاسم لم يدم طويًلا حيث تم تغيير اسم النادي في 1884 إلى نادي توتنهام هوتسبير لكرة القدم، للتمييز بين النادي وبين ناد كان يدعى لندن هوتسبير.

كانت ألوان النادي في سنواته الثلاث الأولى هي الكحلي والأبيض لكن تم تغييرها في عام 1885 للأزرق الفاتح والأبيض وفي عام 1898 إعتمد النادي القمصان البيضاء هي ألوان قمصانه الأساسية والتي لاتزال ألوان قمصان النادي الأساسية إلى يومنا هذا.

كان النادي يلعب مبارياته في السنوات الأولى في مستنقعات توتنهام لكنه في عام 1888 إنتقل إلى نورثمبرلاند بارك وبعد مرور 11 عام إنتقل إلى ملعب وايت هارت لين ملعبه القديم «حاليا يلعبون في إستاد توتنهام هوتسبير». 

في عام 1895 أصبح توتنهام ناديًا محترفًا وسُمح له باللعب في الدوري الجنوبي ومسابقة كأس الاتحاد الإنجليزي، وفي أول مباراة له بعد الاحتراف فاز على نادي سانت ألبان بنتيجة 5–2 

فاز توتنهام بالدوري الجنوبي عام 1900 وفي السنة التالية حصد لقب كأس الاتحاد الإنجليزي ليصبح النادي الوحيد إلى الآن الذي يحقق الكأس قبل دخوله إلى الدوري الرسمي وأنشئ تقليد جديد على كرة القدم ألا وهو وضع شرائط على الكأس الذي لايزال تقليداً مستمراً إلى يومنا هذا. واستمر هذا النادي الذي يلعب في دوري المناطق بإدهاش الجميع بعد وصوله لربع نهائي الكأس في عامي 1903 و1904، على الرغم من أن توتنهام تأسس في عام 1882 كأحد أقدم الأندية إلا أنه لم يدخل إلى الدوري الإنجليزي الممتاز حتى عام 1908 وعند دخوله للدوري الرسمي صعد في السنة الأولى إلى الدرجة العليا واستمر حتى موسم 1914–15 عندما تم إنزاله للدرجة الأولى وإضافة نادي آرسنال مكانه على الرغم من أن آرسنال كان خامسًا في الدرجة الأولى.

### العشرينيات والثلاثينيات
بعد الحرب العالمية الأولى كان مدرب النادي بيتر ماك ويليامز يكره الأسلوب السائد آنذاك ألا وهو اعتماد الأندية على المهارات الفردية بشكل مبالغ فيه، فلذلك قام بتغيير ذلك في توتنهام وأشتهر النادي في عهده بالاعتماد على كثرة التمريرات مخالفاً للأسلوب السائد، فحقق النادي دوري الدرجة الأولى وفي السنة التالية فاز بكأس الاتحاد الإنجليزي والدرع الخيرية ليصبح أول نادي لندني يحقق لقبًا منذ بداية القرن في عام 1901، وفي سنة 1922 بعد أن حصل النادي على وصافة الدوري ووصل إلى نصف نهائي الكأس، عانى النادي كثيرًا إلى أن هبط في 1928 وصعد في 1933 ولم يكن قادرًا على تحقيق شيء يذكر سوى وصوله إلى ربع نهائي كأس الاتحاد الإنجليزي في 3 سنوات متتالية بين عامي 1935 و1938، وفي عام 1937 أعاد النادي المدرب بيتر ماك ويليامز لكن هذه المرة ككشاف وبعد سنتين وتحديداً عام 1939 أعلن نيفيل تشامبرلين أغلاق الدوري بسبب الحرب العالمية الثانية.

### ما بعد الحرب
في سنوات ما بعد الحرب عين النادي أرثر روي مدربًا في 1949، حيث أبتكر أسلوب جديد على عالم كرة القدم وهو «هات وخذ» أو المعروف بـ«ون تو» في يومنا هذا، حقق النادي في عهده بهذا الأسلوب دوري الدرجة الأولى في 1950 ومن ثم تحقيق لقب الدوري الممتاز عام 1951 وفي الموسم التالي فاز بلقب الدرع الخيرية بالإضافة إلى وصافة الدوري عام 1952 والوصول إلى دور قبل النهائي من بطولة كأس الاتحاد الإنجليزي في العامين التاليين 1953 و1954.

على يد أرثر روي قام توتنهام بأخراج 3 لاعبين أصبحوا لاحقاً من أعظم المدربين في عالم الكرة، وهم بيل نيكلسون الذي أصبح لاحقاً ثاني أكثر مدرب إنجليزي يحقق بطولات في التاريخ، وألف رامسي الذي حقق كأس العالم للمنتخب الإنجليزي، واخيرا فيك بيكنغهام الذي وضع حجر الأساس للكرة الشاملة والتيكي تاكا وجميعهم تخرجوا من توتنهام هوتسبير، الكثيرون يعتبرون توتنهام هو المنشئ للكرة الشاملة والتيكي تاكا؛ حيث نشأت هذه الأساليب في النادي.

مع اعتلال صحة أرثر روي أستقال من تدريب النادي في 1955 وتم تعيين جيمي اندرسون مدربًا للنادي حيث قادهم في سنته الأولى إلى دور قبل النهائي من كأس الاتحاد الإنجليزي ثم وصافة الدوري الممتاز عام 1957 والمركز الثالث عام 1958 قبل أن يقال في نفس السنة لأن هدف النادي آنذاك هو تحقيق الدوري.

### عهد المجد مع بيل نيكلسون

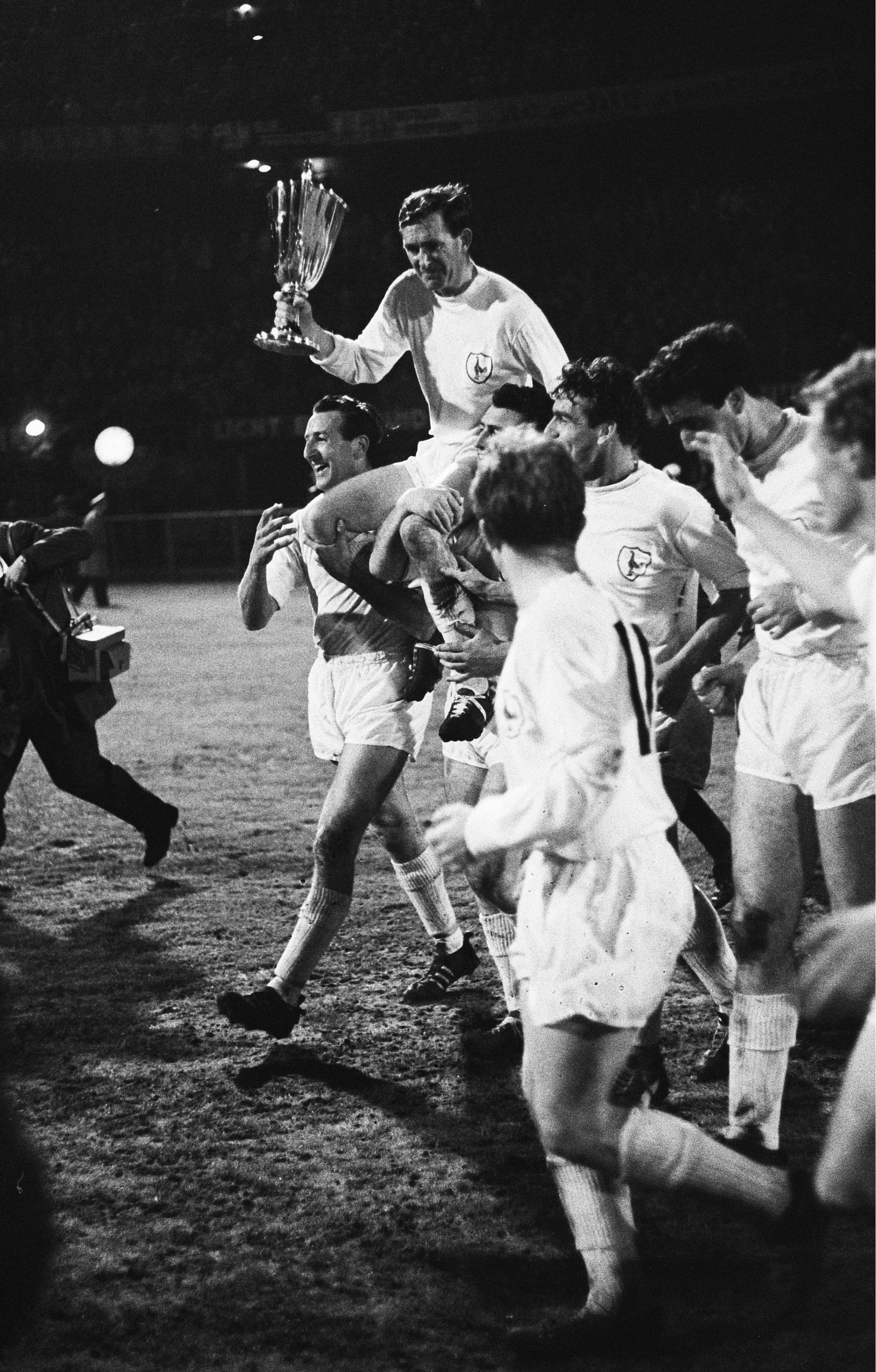
قائد توتنهام داني بلانشفلاور يحمل كأس الكؤوس الأوروبية عام 1963 بعد الفوز على أتلتيكو مدريد الإسباني بنتيجة 5-1

في أول مباراة للنادي مع بيل نيكلسون فاز 10–4 على إيفرتون في أكتوبر عام 1958، وكانت تلك دلالة على ظهور عهد كبير للنادي، في الموسم التالي قاد النادي للتواجد بالمركز الثاني وسجل أكبر فوز في تاريخ النادي على كرو ألكساندرا بنتيجة 13–2 وبعد ذلك فاز النادي معه بثنائية الدوري والكأس وأضاف لهما لقب الدرع الخيرية عام 1961 كأول نادي إنجليزي يحقق ثنائية الدوري والكأس في القرن العشرين وأول نادي إنكليزي أيضًا يحقق ثلاثية الدوري والكاس والدرع في موسم واحد، ثم حافظ على لقبي الكأس والدرع عام 1962 ووصل إلى نصف نهائي دوري الأبطال لكنه خسر على يد بنفيكا البرتغالي 4–3 وفي السنة التالية سنة 1963 فاز بكأس الكؤوس الأوروبية بعد أن اكتسح أتليتكو مدريد الاسباني في النهائي بنتيجة 5–1 كأول نادي بريطاني يحقق بطولة أوروبية وكان قريبًا من تحقيق لقب الدوري في نفس العام، وخلال ذلك الموسم أكتسح النادي أندية كبيرة وبنتائج ثقيلة كفوزه على مانشستر يونايتد بنتيجة 6–2 وليفربول بنتيجة 7–2 ونوتنغهام فورست بنتيجة 9–2 وخسر مرة واحدة فقط في ملعبه.. توافدت الاعتزالات والإصابات على أفراد هذا الجيل فقرر بيل نيكلسون تجديد الدماء وفي عام 1964 كان النادي رابع الترتيب وكان خامسًا في عام 1965 بالرغم من كونه خامسًا إلا أنه لم يخسر في ملعبه مطلقًا بذلك الموسم، ومن ثم حقق كأس الاتحاد الإنجليزي عام 1967 على حساب تشلسي 2–1 ولقب الدرع مع مانشستر يونايتد وكان ثالث الترتيب في نفس العام، شارك في كأس الكؤوس الأوروبية بالعام التالي لكنه خسر في الدور الثاني ضد أولمبيك ليون بهدف قاتل من المغربي محمد بؤسة، ثم فاز بكأس الرابطة المحترفة مرتين في ثلاثة أعوام 1971 ضد أستون فيلا 2–0 و1973 ضد نوريتش سيتي 1–0 وكلتاهما في ملعب ويمبلي وبعد ذلك فاز بالدوري الأوروبي بنسخته الأولى 1972 ضد وولفرهامبتون واندررز 3–2 بمجموع الذهاب والإياب قبل أن يترك التدريب بعد خسارته في نهائي الدوري الأوروبي 1974 على يد فينوورد الهولندي 4–2، وعلى الرغم من خساره هذا النهائي إلا أنه ترك رقمًا مميزًا وهو أنه لايزال توتنهام النادي الوحيد الذي وصل إلى دور نصف نهائي الدوري الأوروبي ثلاث مرات على التوالي، في 1972 و1973 و1974. 

أنهى بيل نيكلسون عهده المميز الذي دام لـ15 موسم محققًا به 11 لقب.

### انخفاض وهبوط
مع كبر لاعبي الفريق وكثره الاعتزالات أراد بيل نيكلسون أن يعين النادي مدربًا يهتم بلاعبي الأكاديمية لكن النادي تجاهل رأيه وعين تيري نيل لاعب آرسنال السابق الذي كاد أن يتسبب بهبوط النادي في 1975 لكنه بالموسم التالي حصل على المركز الثامن ونصف نهائي كأس الرابطة قبل أن يقال ويعيين أحد طاقمه كيث بورنكيشو بسبب سمعته الرائعة بين اللاعبين وحب اللاعبين له ولكنه في العام الأول هبط بالنادي في 1977 وصعد بعدها بعام ثم وقع مع الثنائي الأرجنتيني الفائز بكأس العالم أوزفالدو أرديليس وريكي فيلا وكانت هذه الصفقة مبشره بعوده قريبة للنادي.

### الثمانينيات
في عام 1981 وتحت قيادة المدرب كيث بوركينشاو، وصل السبيرز لنهائي كأس الاتحاد الإنجليزي وحقق اللقب أمام مانشستر سيتي في النهائي رقم 100 لمسابقة كأس الاتحاد الإنجليزي عبر تاريخها وإشترك الدرع مع أستون فيلا وثم حافظ على لقب كأس الاتحاد الإنجليزي بالعام التالي ليصبح أول نادي يحقق كأس الاتحاد الإنجليزي مرتين على التوالي ويكرر ذلك مرتين وفي نفس العام كان وصيفًا لبطولتي كأس الرابطة المحترفة والدرع الخيرية ووصل إلى نصف نهائي كأس الكؤوس الأوروبية، وحقق الدوري الأوروبي في عام 1984 على حساب نادي رويال أندرلخت الرياضي خلال هذه الفترة لعب النادي 9 نهائيات كبرى! (كأس الاتحاد الإنجليزي 4 مع الإعادات، كأس الرابطة 1، الدرع الخيرية 2، الدوري الأوروبي 2 مع الذهاب والإياب) وكانت إحدى أفضل فترات النادي حيث حقق أضافة لما سبق المركز الرابع في عامي 1982 و1983 ونافس على لقب الدوري في 1985 و1987 لكنه لم يحققه، وفي عام 1985 خسر توتنهام من ريال مدريد الإسباني بنتيجة 1–0 في ملعبه وايت هارت لين لتصبح هذه هي أول خسارة يتعرض لها السبيرز في ملعبه في المسابقات الأوروبية منذ مشاركته الأولى في عام 1961 حيث أمتدت لـ44 مباراة وهي رابع أطول سلسلة دون هزيمة لفريق في أرضه في المسابقات الأوروبية عبر التاريخ، وصل النادي إلى نهائي كأس الاتحاد الإنجليزي عام 1987 بقياده مدربه دافيد بليت لكنه خسره بعد الوقت الإضافي وإعتزل على إثر هذا النهائي ثنائي توتنهام الأسطوري راي كليمينس وغلين هودل واستقال المدرب دافيد بليت ليعين النادي المدرب تيري فينابلز قادمًا من برشلونة حيث قاد النادي للمركز السادس في موسمه الأول وإلى ربع نهائي كأس الرابطة المحترفة.

### التسعينيات والألفية الأولى
على الرغم من أن توتنهام كان ثالثًا في الدوري لعام 1990 إلا أن النادي كان يعاني من الإفلاس آنذاك، ليقرر رئيسه بيع النادي إلى الآن سكار، تعتبر التسعينيات والألفية الأولى فترات خمول للنادي حيث لم يحقق بها سوى 4 ألقاب كانت هي كأس الرابطة مرتين وكأس الاتحاد الإنجليزي مرة والدرع الخيرية مرة وفقد النادي بريقه الأوروبي كثيرًا.. إلا أنه مع قدوم الرئيس دانيال ليفي في 2002 وتعيين مارتن يول في 2005 تحسن ترتيب النادي حيث حقق المركز الخامس بفارق نقطة عن المراكز المؤهلة للأبطال في 2006 وكرر نفس المركز في 2007 ثم فاز بكأس الرابطة 2008 مع الإسباني خواندي راموس ووصل إلى نهائي كأس الرابطة 2009 مع هاري ريدناب ثم تأهل للأبطال 2010 ووصل إلى ربع نهائي البطولة في 2011 وحقق المركز الررابع 2012 لكن مع فوز صاحب المركز السادس تشلسي بالأبطال تأهل بدلًا منه ومع أقاله ريدناب بقي النادي متذبذًا في عهدي المدربين أندريه فيلاس–بواس وتيم شيروود.
جاء ماوريسيو بوتشيتينو في 27 مايو 2014 الذي قاد النادي لنهائي كأس الرابطة في موسمه الأول لكن النادي خسر اللقب لمصلحة تشلسي، وفي السنة الثانية 2016 ساعد النادي بالتأهل لدوري أبطال أوروبا بعد الحصول على المركز الثالث الذي يعتبر أفضل مركز يحققه النادي منذ 26 عاماً وقد أعلن النادي انه سيودع ملعب وايت هارت لين مع نهاية موسم 2017. في يوم الخميس تاريخ 23 مارس 2017 وفي اجتماع دام لأكثر من 3 ساعات ونصف بين ممثلي نادي توتنهام هوتسبر و«لجنة برينت» وافقت اللجنة لصالح رغبة النادي في استخدام سعة ملعب ويمبلي كاملة في 27 مباراة خلال موسم 2018 بـ5 اصوات مقابل 1. بانتهاء موسم 2017 نجح توتنهام بالحصول على المركز الثاني للمرة الأولى منذ 54 سنة برصيد 86 نقطة. ونجح الفريق لأول مرة بانهاء الموسم بدون خسارة في ارضه للمرة الأولى منذ 52 سنة – موسم 2017 حصل به الفريق على أفضل هجوم بـ87 هدف وأفضل دفاع بـ26 هدف ولكنه فشل بتحقيق لقب الدوري؛ في تاريخ الدوري الإنجليزي فريقين فقط كانوا أفضل هجوم وأفضل دفاع ولم يحققوا الدوري؛ مانشستر يونايتد 1998 وتوتنهام 2017.

## الشعار
الديك هو شعار النادي الأول والذي يشتهر النادي به. قصة الديك في شعار النادي تعود إلى هنري بيرسي المعروف بـ«هوتسبر» والذي نسب إليه النادي كدليل على الشجاعة والإيمان بالمبادئ والتضحية لأجلها. هوتسبر هذا كان معروفاً بحبه لقتال الديوك لذلك أختير الديك شعاراً للنادي في عام 1901 وفي عام 1909 جلب لاعب يدعى ويليام جيمس سكوت سبيكة برونزية لديك يقف على كرة، وضعت السبيكة على الجزء العلوي من المدرج الغربي في ملعب وايت هارت لين. ومنذ ذلك الحين تعتبر هذه واحدة من أشهر الأمور التي يعرف بها توتنهام هوتسبر.
مابين عامي 1956 و1983 كان شعار النادي (كما في الصورة) يوجد به أسدان يقفان عند الديك وكان هذان الأسدان شعاراً لعائلة نورثمبرلاند التي كان هوتسبر أحد أبناءها وهي عائلة نبيلة كانت تعتبر الأقوى في إنجلترا لكثير من العصور الوسطى. أما القلعة المتواجدة على جانب الديك الإيسر فهي قلعة بروس إحدى أشهر القلاع في إنجلترا وهي متواجدة في منطقة توتنهام داخل لندن. أما بالنسبة للشجيرات السبع فهي نسبة إلى منطقة الأخوات السبع المتواجدة في توتنهام، شمال لندن. وفي أسفل الشعار توجد مقولة "Audere Est Facere" اللاتينية والتي تعني «إفعلها إن كنت تجرؤ» هي شعار النادي اللاتيني.
عام 1921 تم وضع شعار الديك في قمصان اللاعبين للمرة الأولى في نهائي كأس الاتحاد الإنجليزي لكرة القدم وهو في القمصان منذ ذلك الحين.
عام 2013 قام الاتحاد الإنجليزي بإجبار نادي هاوي يدعى «فليت سبيرز» على تغيير شعاره الذي كان مشابهاً إلى حد كبير بشعار توتنهام هوتسبر. غير أن اسم ذلك النادي أخذ من اسم توتنهام هوتسبر أيضاً!

## ملعب الفريق

### وايت هارت لين

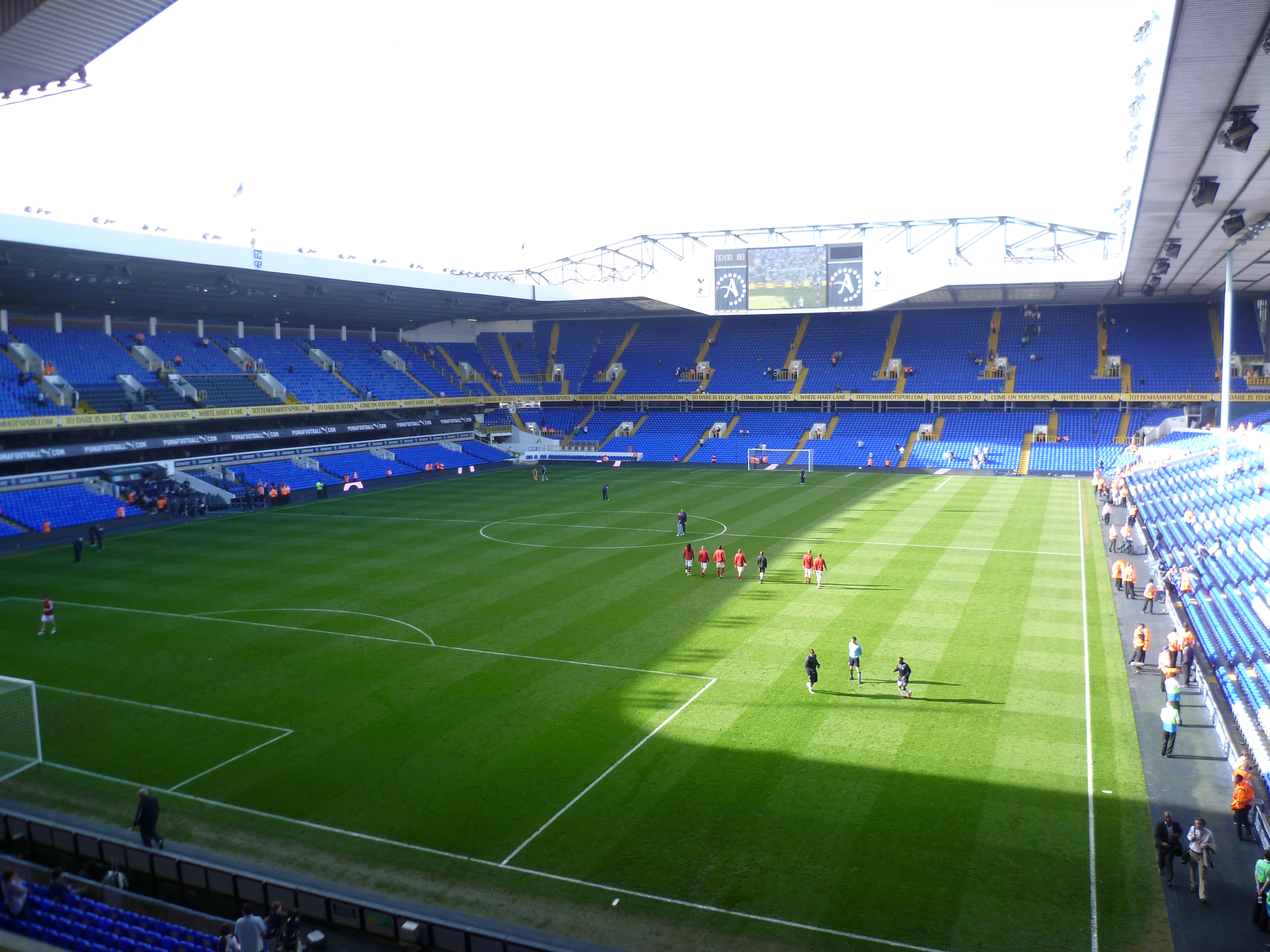
ملعب وايت هارت لين عام 2011

وايت هارت لين (بالإنجليزية: White Hart Lane) هو ملعب كرة قدم يقع في منطقة توتنهام بالعاصمة الإنجليزية لندن. بني الملعب في عام 1899، وكان الملعب الرسمي لنادي الدوري الإنجليزي الممتاز، نادي توتنهام هوتسبير. بعد عمليات الترميم، أصبح الملعب يستع لحضور 36,284 متفرج. كما أنه يستضيف بعض مباريات منتخب إنجلترا لكرة القدم ومنتخب إنجلترا تحت 21 سنة.
في الستينات من القرن الماضي، كان الملعب يستوعب حضور 70,000 متفرج. لكن سعة الملعب بدأت بالنزول بسبب عمليات الصيانة والسلامة. أكبر حضور قياسي في الملعب هو في يوم 5 مارس عام 1938 ضد نادي سندرلاند في كأس الأتحاد الإنجليزي بعدد 75038. هناك خطط لدى نادي توتنهام هوتسبر للانتقال إلى ملعب جديد بسعة قدرها ب 56,000، وهو الذي يجري بناؤه حالياً على الموقع الحالي.

### ملعب توتنهام هوتسبير

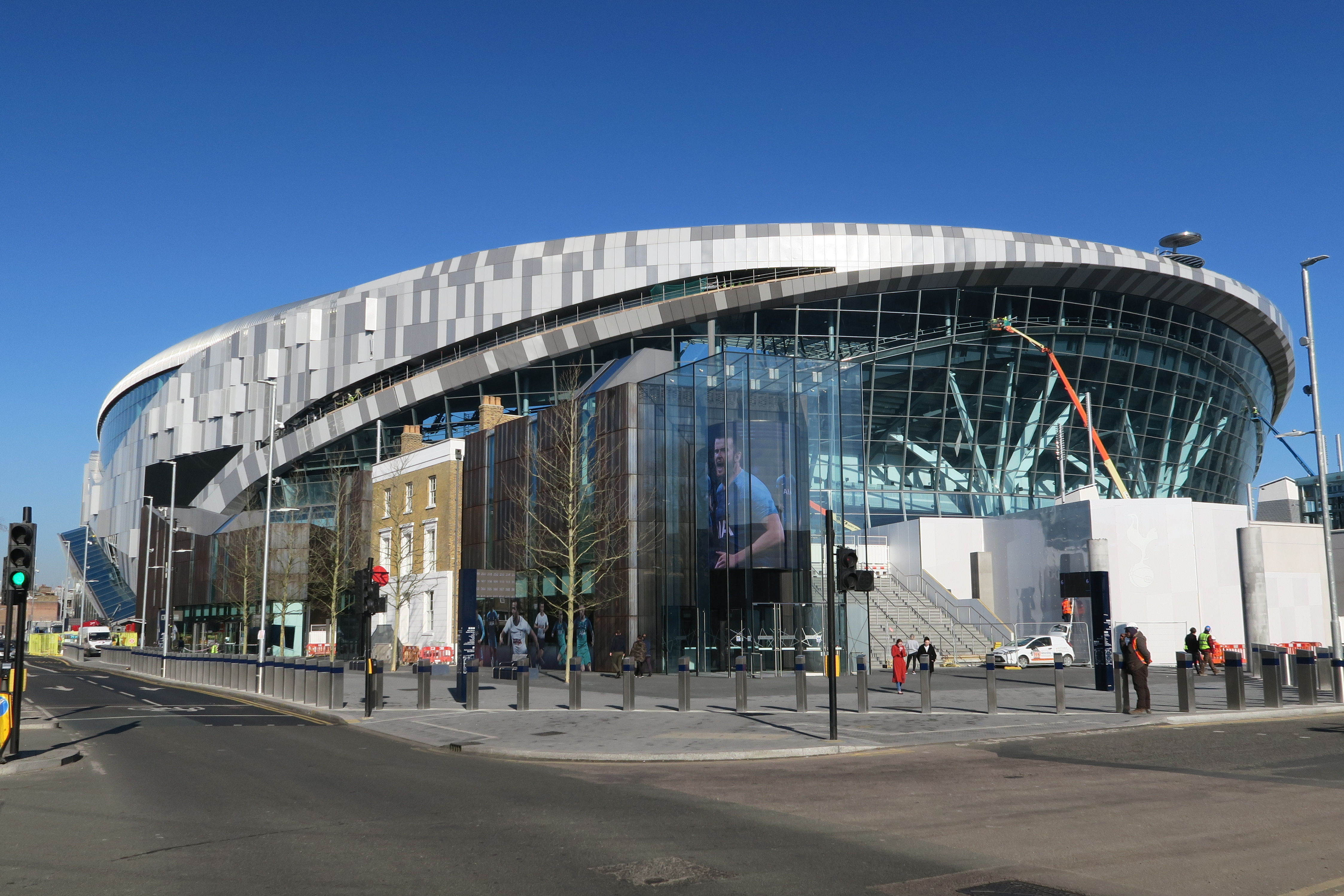
ملعب توتنهام هوتسبير

ملعب توتنهام هوتسبير (بالإنجليزية: Tottenham Hotspur Stadium) هو ملعب كرة قدم يقع في منطقة توتنهام بالعاصمة الإنجليزية لندن. وتبلغ طاقته الإستيعابية ما يقارب 62,062 ألف متفرج، مما يجعله واحداً من أكبر الملاعب في الدوري الإنجليزي الممتاز وأكبر ملعب نادي في العاصمة لندن. وسيخلف ملعب توتنهام هوتسبير، الملعب القديم المعروف باسم وايت هارت لين والذي كان يتسع لحضور 36,284 متفرج. بعدما تم هدمه في عام 2017.
تم تصميمه ليكون ملعبًا متعدد الإستخدامات، حيث بالإمكان تقسيم أرضية الملعب ذو العشب الصناعي لتصبح ذو قابلية لإستضافة العديد من الفعاليات مثل ألعاب NFL والحفلات الموسيقية وغيرها من الأحداث. اختار النادي عدم استخدام اسم الاستاد السابق وايت هارت لين، حيث اختار اسم ملعب توتنهام هوتسبير بدلا من ذلك في انتظار بيع حقوق الاسم في القريب العاجل.
ومن المقرر افتتاح الملعب مع إقامة الاحتفال قبل مباراة فريق توتنهام هوتسبير ضد نادي ليفربول في 15 سبتمبر 2018.

## الملابس

### الملابس والشركات الراعية
| الفترة    | الشركة المصنعة | الشركة الراعية      |
| --------- | -------------- | ------------------- |
| 1957–77   | أمبرو          | بدون                |
| 1977–80   | آدميرال        | بدون                |
| 1980–83   | لي كوك سبورتف  | بدون                |
| 1983–85   | لي كوك سبورتف  | هولستن              |
| 1985–91   | هامل           | هولستن              |
| 1991–95   | أمبرو          | هولستن              |
| 1995–99   | بوني           | هوليت باكارد        |
| 1999–2002 | أديداس         | هولستن              |
| 2002–06   | كابا           | تومسن هوليدايز      |
| 2006–10   | بوما           | كازينوهان مانشن.كوم |
| 2010–11   | بوما           | هوليت باكارد        |
| 2011–12   | بوما           | أوراسما             |
| 2012–13   | أندر آرمر      | أوراسما             |
| 2013–14   | أندر آرمر      | هوليت باكارد        |
| 2014–17   | أندر آرمر      | أي آي أي            |
| 2017–الآن | نايكي          | أي آي أي            |

## المنافسات

### ديربي شمال لندن

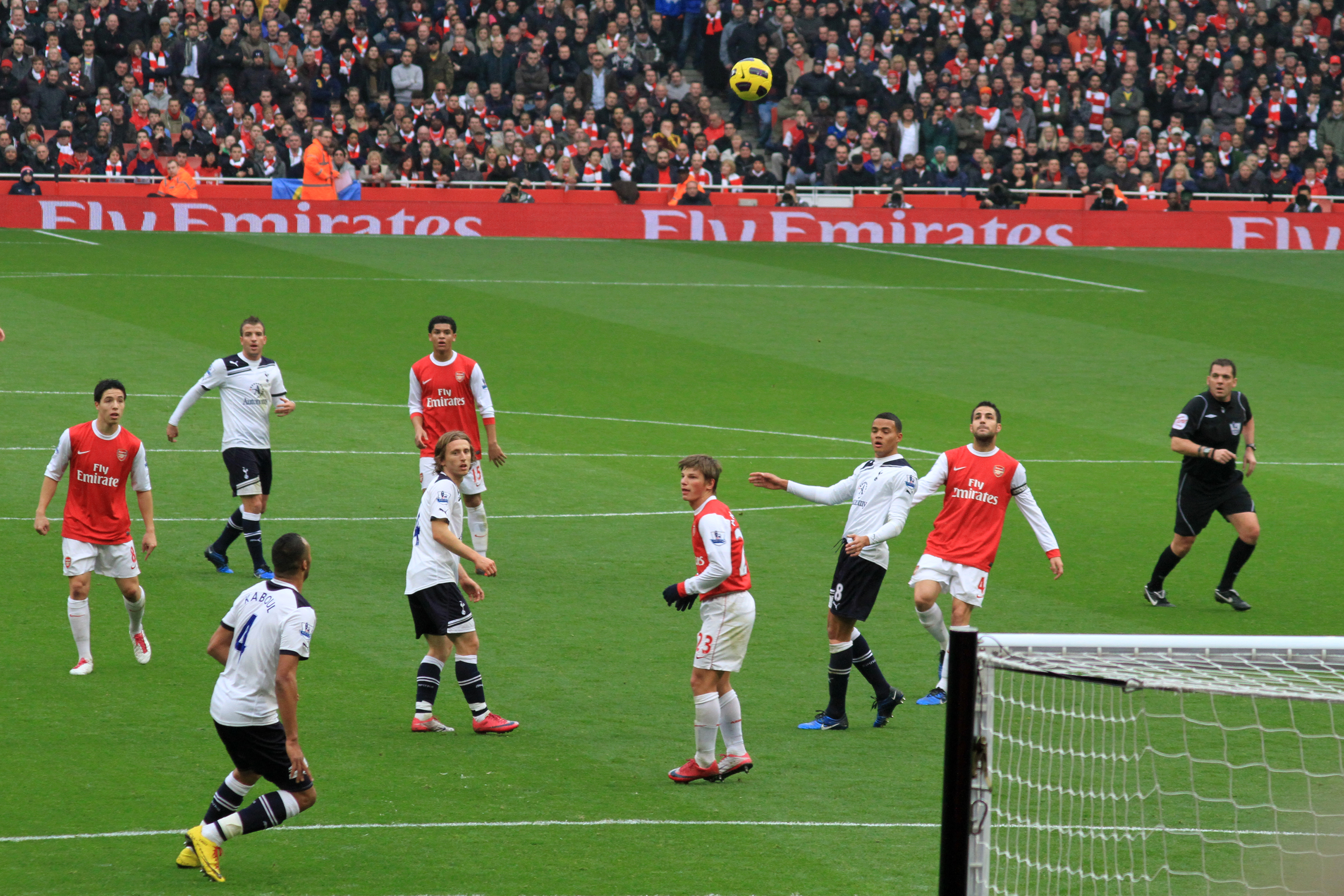
مباراة بين أرسنال وتوتنهام هوتسبير عام 2010 في الدوري الإنجليزي الممتاز

ديربي شمال لندن (بالإنجليزية: North London derby) أو كما يشتهر ديربي لندن هي مباراة ديربي كرة قدم تجمع بين فريقي مدينة لندن وهما نادي أرسنال ونادي توتنهام هوتسبر. وهو ديربي محلي بدأ من عام 1887 بلقاء ودي توقف قبل نهاية المباراة بسبب الظلام والنتيجة كانت 2–1 لصالح توتنهام هوتسبر. لكن في 4 ديسمبر 1909 شهد أول لقاء بينها في الدوري والذي انتهى بفوز نادي أرسنال بنتيجة 1–0. أرسنال هو الأكثر فوزا بالديربي بواقع 77 انتصاراً مقابل 58 انتصاراً لتوتنهام و49 تعادلاً. أكبر نتيجة حصلت في تاريخ الدربي كانت في عام 1935 عندما فاز نادي أرسنال بنتيجة كبيرة قوامها 6–0. يعتبر إيمانويل أديبايور هو الهداف التاريخي لهذا الديربي بتسجيله 10 أهداف؛ منها 8 أهداف بقميص نادي أرسنال وهدفين بقميص نادي توتنهام هوتسبر. آخر لقاء بينها كان في 15 يناير 2023 ضمن منافسات الدوري الانجليزي الممتاز وانتهى بفوز نادي أرسنال بنتيجة 2–0. ترجع أسباب العدواة بين الناديين إلى عام 1913 حين انتقل نادي أرسنال من ملعب مانور جراوند إلى هايبري ليصبح على بعد أقل من 4 أميال من ملعب وايت هارت لين معقل توتنهام هوتسبر. مما تسبب بغضب أنصار نادي توتنهام هوتسبر.
وفي عام 1919 ازداد حدة الصراع بين النادين، حيث حلّ أرسنال خامسًا بين الفرق الإنجليزية المشاركة دوري الدرجة الثامية في عام 1919، حينها قرر حيث أنّ قرّر «اتحاد كرة القدم» زيادة عدد فرق الدرجة الأولى إلى 22 نادي، بعد أنْ كان عدد الفرق، هو 20 نادي فقط، قبل الحرب العالمية الأولى. وبعد الإبقاء على تشيلسي في دوري الأضواء، رغم أنّه كان صاحب المركز الـ 19 في دوري الدرجة الأولى قبل التوقّف الإجباري بـ سبب الحرب، إلا أنّ «اتحاد كرة القدم» لم يوافق على بقاء توتنهام هوتسبر صاحب المركز الأخير (الـ 20) في دوري الدرجة الأولى قبل الحرب العالمية الأولى. وبـ التالي يجب صعود ثلاثة فرق جديدة من الدرجة الثانية، حتى يصل عدد الفرق في دوري «الدرجة الأولى» إلى 22 فريق، بعد الحرب العالمية الأولى. ووقع الاختيار على بطل دوري الدرجة الثانية «قبل» الحرب، «ديربي كاونتي» وكـ ذلك وصيفه «برِستن نورث إند» بـ شكل طبيعي. بينما جاء اختيار الفريق الثالث، مفاجئاً للجميع، حيث تمّ اختيار «آرسـنــال» صاحب المرتبة السادسة (وقتها)، بدل كل من الثالث «نادي بارنسلي» والرابع «ولفرهامبتون» والخامس (وقتها) «برمنغهام سيتي». لكن الاتحاد الأنجليزي لكرة القم أعلن عن خطأه وأن أرسنال من المفترض أن يكون في المركز الخامس بدلاً من نادي برمنغهام سيتي. وبهذا تدارك اتحاد الكرة خطأه وقرر تصعيد نادي أرسنال الذي حل خامساً إلى دوري الأولى برفقة الأندية الأربعة في دوري الدرجة الثانية، مع تهبيط 3 فرق من دوري الدرجة الأولى، ليصبح بذلك عدد المشاركين في الدوري 22 نادياً. وقد أشيع آنذاك أن تصعيد أرسنال للدرجة الممتازة على حساب منافسه اللدود توتنهام هوتسبر، قد تم بأساليب مريبة بفضل قوة علاقات مالكه السير هنري نوريس.
لم تنتهي تلك العدواة، بل استمرت بعدما قرر نادي أرسنال تغيير شعاره الخاص، حيث قام بتغيير اتجاه المدفع في الشعار من الجهة اليسرى إلى الجهة اليمنى، حيث أن ملعب وايت هارت لين الخاص بنادي توتنهام هوتسبر يقع على يمين مقر الأرسنال أي باتجاه المدفع. تلك العدواة أشعلتها كذلك عملية انتقال بعض اللاعبين بين الفريقين. فمثلاً سول كامبل انتقل في 2001 من توتنهام هوتسبر إلى نادي نادي أرسنال. حيث أطلقوا عليه لقب يهوذا الإسخريوطي.
آخر تحديث 15 يناير 2025.
| المسابقات                | المواجهات | فوز أرسنال | التعادل | فوز توتنهام | أهداف أرسنال | أهداف توتنهام |
| ------------------------ | --------- | ---------- | ------- | ----------- | ------------ | ------------- |
| الدوري الإنجليزي الممتاز | 176       | 73         | 55      | 48          | 273          | 237           |
| كأس الاتحاد الإنجليزي    | 6         | 4          | 2       | 0           | 9            | 5             |
| كأس الرابطة المحترفة     | 14        | 7          | 4       | 3           | 21           | 19            |
| درع المجتمع الإنجليزي    | 1         | 0          | 0       | 1           | 0            | 0             |
| جميع المباريات           | 197       | 84         | 61      | 52          | 303          | 261           |

### المنافسات مع تشيلسي
بالرغم من أنها أقل من عداوة توتنهام وارسنال إلا أن جماهير توتنهام وتشيلسي يتبادلون كراهية عظيمة منذ زمن طويل، أول الأحداث المثيرة هي ماحصل في آخر جولات الدوري عام 1910 حيث نجح توتنهام بتحقيق فوز صعب على تشيلسي وبذلك هبط نادي تشيلسي إلى الدرجة الأولى، في عام 1961 صرح مهاجم توتنهام بوبي سميث والذي كان لاعباً لـتشيلسي قائلاً: «أنا سعيد لمغادرة تشيلسي الانضمام لتوتنهام حيث حققت البطولات.» وما حصل في نهائي الكأس عام 1967 الذي كان أول نهائي يجمع فريقين من لندن، حيث فاز توتنهام 2–1 وحرم تشلسي من اللقب الغائب عن خزائنهم في ذلك الحين، وما حصل عام 1975 عندما نجح توتنهام بالنجاة من الهبوط بفوزه 2–0 على تشيلسي وبذلك هبط تشيلسي بدلاً من توتنهام في ذلك اللقاء نزلت جماهير الفريقين للملعب وأثارت الفوضى وبعدها بـ7 سنوات قامت جماهير توتنهام بكسر عدة من الحواجز في ملعب ستامفورد بريج، وعندما تعادل الفريقين 0–0 عام 2004 في ستامفورد بريدج وصف مدرب تشيلسي جوزيه مورينهو فريق توتنهام قائلاً «كما نقول في البرتغال.. وضعوا الحافلة أمام مرماهم.. سأكون محبطاً للغاية لو كنت مشجعاً لهم ودفعت 50 جنيه استرليني.»، من الأمور التي زادت الكراهية بين الناديين مواجهاتهم في نهائي عام 2008 عندما فاز توتنهام وعام 2015 عندما فاز تشيلسي، ونصف نهائي الكأس 2012 عندما فاز تشيلسي 5–1، ونصف نهائي الرابطة 2002 عندما فاز توتنهام 5–1، ويقول قائد تشيلسي جون تيري أن أكثر فريق أستمتع بالفوز عليه هو توتنهام، في استفتاء من موقع Planetfootball.com بان للجميع أن مشجعي تشيلسي يعتبرون توتنهام أحد أبرز منافسيهم إلى جانب مانشستر يونايتد وآرسنال.
آخر تحديث 3 أبريل 2025.
| المسابقات                | فوز تشيلسي | التعادل | فوز توتنهام |
| ------------------------ | ---------- | ------- | ----------- |
| الدوري الإنجليزي الممتاز | 68         | 38      | 48          |
| كأس الاتحاد الإنجليزي    | 6          | 2       | 4           |
| كأس الرابطة الإنجليزية   | 7          | 3       | 3           |
| المجموع                  | 81         | 43      | 55          |

## لاعبو الفريق

### تشكيلة الفريق
آخر تحديث 31 أغسطس 2024.
ملاحظة: تشير الأعلام إلى المنتخب بحسب قواعد الأهلية المعتمدة من قبل الفيفا؛ تنطبق بعض الاستثناءات المحدودة. وقد يحمل اللاعبون أكثر من جنسية لا تعترف بها الفيفا.
| الرقم | البلد          | المركز | اللاعب                              |
| ----- | -------------- | ------ | ----------------------------------- |
| 1     | إيطاليا        | حارس   | غولييلمو فيكاريو                    |
| 3     | إسبانيا        | مدافع  | سيرخيو ريغيلون                      |
| 6     | رومانيا        | مدافع  | رادو دراجوشين                       |
| 7     | كوريا الجنوبية | مهاجم  | سون هيونغ مين                       |
| 8     | مالي           | وسط    | إيف بيسوما                          |
| 9     | البرازيل       | مهاجم  | ريتشارليسون                         |
| 10    | إنجلترا        | وسط    | جيمس ماديسون                        |
| 13    | إيطاليا        | مدافع  | ديستيني أودوجي                      |
| 14    | إنجلترا        | وسط    | آرشي غراي                           |
| 15    | السويد         | وسط    | لوكاس بيرغفال                       |
| 16    | ألمانيا        | مهاجم  | تيمو فيرنر (معارًا من آر بي لايبزيغ) |
| 17    | الأرجنتين      | مدافع  | كريستيان روميرو (نائب القائد)       |
| 19    | إنجلترا        | مهاجم  | دومينيك سولانكي                     |

| الرقم | البلد            | المركز | اللاعب           |
| ----- | ---------------- | ------ | ---------------- |
| 20    | إنجلترا          | حارس   | فريزر فورستر     |
| 21    | السويد           | مهاجم  | ديان كولوسيفسكي  |
| 22    | ويلز             | مهاجم  | برينان جونسون    |
| 23    | إسبانيا          | مدافع  | بيدرو بورو       |
| 24    | إنجلترا          | مدافع  | جد سبينس         |
| 28    | فرنسا            | مهاجم  | ويلسون أودوبيرت  |
| 29    | السنغال          | وسط    | باب ماتار سار    |
| 30    | الأوروغواي       | وسط    | رودريغو بنتانكور |
| 33    | ويلز             | مدافع  | بن دافيس         |
| 37    | هولندا           | مدافع  | ميكي فان دي فان  |
| 40    | الولايات المتحدة | حارس   | براندون أوستين   |
| 41    | إنجلترا          | حارس   | ألفي وايتمان     |
| 47    | إنجلترا          | مهاجم  | ميكي مور         |

### اللاعبون المعارون
- تنتهي إعارة جميع اللاعبين في يونيو 2024.[33]

ملاحظة: تشير الأعلام إلى المنتخب بحسب قواعد الأهلية المعتمدة من قبل الفيفا؛ تنطبق بعض الاستثناءات المحدودة. وقد يحمل اللاعبون أكثر من جنسية لا تعترف بها الفيفا.
| الرقم | البلد   | المركز | اللاعب                                                |
| ----- | ------- | ------ | ----------------------------------------------------- |
| 3     | إسبانيا | مدافع  | سيرخيو ريغيلون (في مانشستر يونايتد حتى 30 يونيو 2024) |
| 24    | إنجلترا | مدافع  | جد سبينس (في ليدز يونايتد حتى 30 يونيو 2024)          |
| 25    | إنجلترا | مدافع  | جافيت تانغانغا (في آوغسبورغ حتى 30 يونيو 2024)        |

| الرقم | البلد | المركز | اللاعب                                          |
| ----- | ----- | ------ | ----------------------------------------------- |
| 28    | فرنسا | وسط    | تانغي ندومبيلي (في غلطة سراي حتى 30 يونيو 2024) |
|       | ويلز  | مدافع  | جو رودون (في ليدز يونايتد حتى 30 يونيو 2024)    |

## أشهر اللاعبين

### قاعة المشاهير
- وهم المسجلون في لوحة الشرف بالنادي.

| - أوزفالدو أرديليس - ريكاردو فيلا - كليف ألين - ليز ألان - بوؤل ألان - دارين أنديرتون - بيتر باكر - كيث بيركينشو - مارتين تشيفريس | - جيمي ديموك - تيد ديتشبيرن - تيرى دايسون - أرثر جريمسديل - ويلي هال - رون هنري - غلين هودل - غاري لينيكر - غاري مابيت | - ألان مولري - بيل نيكلسون - موريس نورمان - مارتن بيترز - تيدي شيرنغهام - بوبى سميث - كريس وادل - دافيد جينولا - ستيفين فرويد | - دانى بلانشفلاور - بات جينيغيتيز - بيل براون - دايف ماكاي - جون وايت - رون بورغيس - كليف جونز - تيرى ميدوين |

### لاعب العام
- 1987  جارى مابيت
- 1988  كريس وادل
- 1989  إريك ثورستفيدت
- 1990  بول غاسكوين
- 1991  بوؤل ألان
- 1992  غاري لينيكر
- 1993  دارين أنديرتون
- 1994  يورغن كلينسمان
- 1995  تيدي شيرنغهام
- 1996  سول كامبل
- 1997  سول كامبل
- 1998  دافيد جينولا
- 1999  ستيفن كار
- 2000  ستيفن كار
- 2001  نيل سوليفان
- 2002  سيمون ديفيز
- 2003  روبي كين
- 2004  جيرمين ديفو
- 2005–06  روبي كين
- 2006–07  ديميتار برباتوف
- 2007–08  روبي كين
- 2008–09  آرون لينون
- 2009–10  مايكل داوسون
- 2010–11  لوكا مودريتش
- 2011–12  سكوت باركر
- 2012–13  غاريث بيل
- 2013–14  كريستيان إريكسن
- 2014–15  هاري كين
- 2015–16  توبي ألدرفيريلد
- 2016–17  كريستيان إريكسن
- 2017–18  يان فيرتونغن
- 2018–19  سون هيونغ مين
- 2019–20  سون هيونغ مين
- 2020–21  هاري كين
- 2021–22  سون هيونغ مين
- 2022–23  هاري كين
- 2023–24  ميكي فان دي فان
- 2024–25  لوكاس بيرغفال

## المدربون
القائمة التالية تضم أسماء المدربين الذين فازوا بلقب واحد على الأقل مع الفريق:
| المدرب         | الإنجازات | الإجمالي |
| -------------- | --- | -------- |
| جون كاميرون    | دوري الجنوب: 1899–1900 كأس الاتحاد الإنجليزي: 1900–01 الدوري الغربي: 1903–04 | 3        |
| بيتر ماكويليام | الدرجة الثانية: 1919–20 كأس الاتحاد الإنجليزي: 1920–21 درع المجتمع الإنجليزي: 1921 | 3        |
| آرثر رو        | الدرجة الأولى: 1950–51 الدرجة الثانية: 1949–50 درع المجتمع الإنجليزي: 1951 | 3        |
| بيل نيكولسون   | الدرجة الأولى: 1960–61 كأس الاتحاد الإنجليزي: 1960–61، 1961–62، 1966–67 كأس الرابطة: 1970–71، 1972–73 درع المجتمع الإنجليزي: 1961، 1962، 1967 (مشترك) كأس الكؤوس الأوروبية: 1962–63 كأس الاتحاد الأوروبي: 1971–72 | 11       |
| كيث بيركنشو    | كأس الاتحاد الإنجليزي: 1980–81، 1981–82 درع المجتمع الإنجليزي: 1981 (مشترك) كأس الاتحاد الأوروبي: 1983–84 | 4        |
| تيري فينابلز   | كأس الاتحاد الإنجليزي: 1990–91 | 1        |
| بيتر شريفز     | درع المجتمع الإنجليزي: 1991 (مشترك) | 1        |
| جورج غراهام    | كأس الرابطة: 1998–99 | 1        |
| خواندي راموس   | كأس الرابطة: 2007–08 | 1        |
| إنج بوستيكوغلو | الدوري الأوروبي: 2024–25 | 1        |

## حقائق
- أكثر نادي يفوز بمباريات في موسم واحد بالدوري في تاريخ كرة القدم الإنجليزية عندما حقق 31 فوز من أصل 42 جولة خلال موسم 1960–61.[34]
- أكثر نادي يُمثل لاعبوه منتخب إنجلترا لكرة القدم عبر التاريخ حيث مثل المنتخب الإنجليزي 76 لاعب مختلف مع توتنهام هوتسبر منذ أول مباراة للمنتخب عام 1872.[35]
- أسرع نادي يسجل 50 هدفاً في موسم واحد بالدوري في تاريخ كرة القدم الإنجليزية عندما سجل 50 هدف في أول 15 مباراة من موسم 1962–1963.
- أكثر نادي يفوز بـ بطولة كأس رابطة الأندية الإنجليزية المحترفة في ملعب ويمبلي عبر التاريخ عندما فاز بها 4 مرات في ويمبلي (1971، 1973، 1999، 2008).
- نادي توتنهام هوتسبير إلى جانب مانشستر يونايتد الأندية الإنجليزية الوحيدة التي فازت بـ بطولة على الأقل في كل عقد من العقود السبع الأخيرة «منذ الخمسينيات».
- هو أحد الفرق الإنجليزية الأربع التي إستطاعت تحقيق الدوري الإنجليزي الممتاز وكأس الاتحاد الإنجليزي لكرة القدم ودرع المجتمع الإنجليزي لكرة القدم في عام واحد في تاريخ كرة القدم الإنجليزية، حيث فعلها السبيرز عام 1961. (إلى جانب: نادي أرسنال ونادي ليفربول ومانشستر يونايتد).
- هو أحد الفرق الإنجليزية الثلاثة التي إستطاعت تحقيق الدوري الإنجليزي الممتاز بالرغم من خسارتهم لأول مباراة في ملعبهم عندما فعلها السبيرز خلال موسم 1950–1951. (إلى جانب: نادي إيفرتون ونادي بيرنلي).
- الفريق الوحيد الذي بلغ دور نصف نهائي كأس الاتحاد الأوروبي ثلاث مرات متتالية (1972 و1973 و1974).
- ملعب الفريق وايت هارت لين كان بالأصل دار حضانة مهجورة قبل أن تهدم ويتأسس مكانها ملعب الفريق عام 1899.[36]
- خلال الحرب العالمية الثانية سَمح توتنهام لـ نادي أرسنال باللعب في ملعب الفريق وايت هارت لين بسبب استخدام الهايبري كقاعدة عسكرية، ومع نهاية الحرب وعد رئيس آرسنال أن فريقه سيرتدي اللونين الأبيض أو الكحلي في كل موسم قادم كشكر للسبيرز، وهنالك من يعتقد أن آرسنال يقوم بتنفيذ وعد رئيسه للآن (بسبب ارتدائهم للون الأبيض دوماً).
- أطول سلسلة بعدد الانتصارات في «بداية موسم» في تاريخ الدوريات الخمس الكبرى، عندما حقق 11 فوز في أول 11 جولة من الدوري خلال موسم 1960–61.
- أكثر فريق يسجل أهداف في تاريخ بطولة دوري أوروبا حيث سجل 296 هدف في البطولة (آخر تحديث موسم 2015–16)، وهو ثاني أكثر نادي يحقق انتصارات في تاريخ البطولة حيث حقق 83 فوز فيها، ولايتفوق عليه سوى إنتر ميلان الإيطالي والذي يملك برصيده 87 فوز في الدوري الأوروبي (آخر تحديث موسم 2015–16).

## الإنجازات

### محلياً
- الدوري الإنجليزي الممتاز:[37]

الفائز (مرتين): 1950–51، 1960–61.
الوصيف (6 مرات): 1921–22، 1951–52، 1956–57، 1959–60، 1962–63، 2016–17.
المركز الثالث (11 مرة – رقم قياسي): 1933–34، 1957–58، 1961–62، 1966–67، 1970–71، 1982–83، 1984–85، 1986–87، 1989–90، 2015–16، 2017–18.
- دوري الدرجة الثانية الإنجليزي:[37]

البطل (مرتين): 1919–20، 1949–50
- كأس الاتحاد الإنجليزي لكرة القدم:

الفائز (8 مرات): 1901، 1921، 1961، 1962، 1967، 1981، 1982، 1991
الوصيف (مرة): 1987
نصف النهائي (13 مرة): 1922، 1948، 1953، 1954، 1956، 1993، 1995، 1999، 2001، 2010، 2012، 2017، 2018
- كأس رابطة الأندية الإنجليزية المحترفة:

الفائز (4 مرات): 1971، 1973، 1999، 2008.
الوصيف (5 مرات): 1982، 2002، 2009، 2015، 2021.
 نصف نهائي (9 مرات): 1968، 1972، 1976، 1987، 1992، 2007، 2019, 2022, 2025
- درع المجتمع الإنجليزي لكرة القدم:[38]

الفائز (7 مرات):1920–21، 1951–52، 1961–62، 1962–63، 1967–68، 1981–82، 1991–92
الوصيف (مرتين):1919–20، 1982–83

### أوروبياً
- دوري أبطال أوروبا:

 نصف النهائي (مرة واحدة) : 1962.
 النهائي/الوصيف (مرة واحدة) : 2019.
- كأس الكؤوس الأوروبية:

البطل (مرة واحدة): 1963
 نصف النهائي (مرة واحدة) : 1982
- كأس الاتحاد الأوروبي/الدوري الأوروبي:

البطل (3 مرات): 1971–72، 1983–84، 2024–25
الوصيف (مرة واحدة): 1974
 نصف النهائي (مرة واحدة) : 1973

### بطولات أخرى
- كأس لندن للتحدي (8 مرات): 1911، 1929، 1937، 1948، 1959، 1964، 1971، 1974.[39]

كان الوصيف (6 مرات): 1910، 1914، 1931، 1934، 1939، 1969.
- دوري الجنوب (مرة واحدة): 1900.
- الدوري الغربي (مرة واحدة): 1904.[40]
- كأس رابطة الأندية الإنجليزية الإيطالية (مرة واحدة): 1971.[41]
- بطولة كوستا ديل سول (مرتين): 1965، 1966.[42]
- كأس السلام (مرة واحدة): 2005.
- بطولة دوري لندن (مرتين): 1899، 1903.
- كأس الجنوب الخيرية (3 مرات): 1902، 1905، 1907.
- دوري كرة القدم الجنوبي في فترة الحرب العالمية الثانية (مرتين): 1944، 1945.
- كأس أودي، البطل (مرة واحدة): 2019

## أولويات النادي
- أول نادي يتأسس في شمال لندن – عام 1882
- أول نادي –والوحيد– يفوز ببطولة كأس الاتحاد الإنجليزي قبل دخوله للدوري الرسمي – في 1901.[43]
- أول مباراة تشهد حضور أكثر من 100 ألف متفرج كانت بين توتنهام وشيفيلد يونايتد عام 1901.
- أول نادي في تاريخ كرة القدم يعلق شرائط «أربطة» على الكأس عندما فعل ذلك عام 1901 – تقليد مستمر للآن للفائز بالألقاب.[44]
- أول نادي يضم لاعبًا أسود في تاريخ الكرة الإنجليزية، عندما وقع مع اللاعب والتر تال في 1909.
- أول نادي يشارك مرتين على التوالي في نهائي الدرع الخيرية – عامي 1920 و1921.
- أول نادي يحقق الدوري الإنجليزي بدرجتيه الأولى والممتازة في موسمين متتاليين – عام 1950 و1951.
- أول نادي إنجليزي يحقق ثنائية الدوري والكأس في موسم واحد في القرن العشرين – في 1961.[45]
- أول نادي –والوحيد– يحقق 11 فوز في أول 11 جولة في الدوريات الخمس الكبرى – في 1960–61.
- أول نادي من لندن يشارك في دوري أبطال أوروبا حين شارك في 1962.
- أول نادي من لندن يصل إلى نصف نهائي دوري أبطال أوروبا في 1962 لكنه خرج على يد بنفيكا البرتغالي.
- أول نادي بريطاني يفوز بلقب أوروبي – كأس الكؤوس الأوروبية 1963.[46]
- أول نادي إنجليزي يفوز على نادي إنجليزي اخر في المسابقات الأوروبية عندما فاز على مانشستر يونايتد 2–0 في كأس الكؤوس الأوروبية 1963–64.
- أول نادي يفوز بنهائي يجمع فريقين من لندن، عام 1967 في نهائي كأس الاتحاد الإنجليزي حين فاز 2–1 ضد تشلسي.[47]
- أول نادي يحقق بطولة الدوري الأوروبي – عام 1972.
- أول نادي يحقق بطولة كأس رابطة الأندية الإنجليزية المحترفة مرتين – عام 1971 و1973.
- أول نادي بريطاني يحقق بطولتين أوروبية مختلفة – كأس الكؤوس الأوروبية 1963 والدوري الأوروبي 1972.
- أول نادي إنجليزي يصل إلى 3 نهائيات أوروبية – في 1963 ثم 1972 ثم 1974.
- أول نادي إنجليزي يضم لاعبًا لاتينيا عبر التاريخ، عندما ضم السبيرز الثنائي الأرجنتيني أوزفالدو أرديليس وريكي فيلا في 1978.
- أول نادي يفوز بكأس الاتحاد الإنجليزي مرتين على التوالي ويكرر ذلك مرتين – في 1961 و1962 ثم 1981 و1982.
- أول نادي يفوز بمباراة قبل نهائي في ملعب ويمبلي، عام 1991 حين فاز على آرسنال 3–1.
- أول بديل في تاريخ الدوري الممتاز بمسماه الجديد كان هو حارس توتنهام إيريك ثورستفيدت عندما حل محل إيان والكر – في 1992.[44]
- أول نادي يلعب له لاعب مسلم في تاريخ البريميرليغ، وهو اللاعب الإسباني «نعيم» – في 1992.
- أول نادي يلعب له لاعب عربي في تاريخ البريميرليغ، وهو اللاعب الجزائري «موسى صايب» – في 1997.
- أول نادي يحقق كأس رابطة الأندية الإنجليزية المحترفة في ملعب ويمبلي الجديد – في 2008.
- أول نادي يسجل هدفين على الأقل في جميع مباريات دور المجموعات من دوري أبطال أوروبا – خلال موسم 2010–11.
- أول نادي يلعب 200 ديربي لندني في الدوري الممتاز بمسماه الجديد – ضد كريستيال بالاس في 2013.

## وصلات خارجية
- الموقع الرسمي